# Andrés Caldera Pietri
Andrés Caldera Pietri (Caracas, 27 de noviembre de 1954) es un abogado y político venezolano, quien fue secretario de la Presidencia durante el segundo gobierno de su padre, Rafael Caldera.

## Biografía
Es abogado, graduado de la Universidad Católica Andrés Bello y posee una maestría de la Escuela de Estudios Superiores de Comercio de París.
Fue secretario general en la campaña de su padre en las elecciones generales de 1993, donde resultó ganador. Tras los resultados, fue a la Fiscalía a denunciar supuesto fraude electoral contra los candidatos parlamentarios de Convergencia en dichas elecciones. Después de esto fue nombrado secretario de la Presidencia en 1994, cargo que ejerció hasta 1996.
Es parte de la Fundación Tomás Liscano y del Consejo Superior de la Democracia Cristiana, organismo desde donde criticó en 2021 a Cuba por estar a favor de Guyana en la disputa territorial de la Guayana Esequiba.